# Federico Vilar
Federico Vilar Baudena (Junín, 30 de maio de 1977) é um futebolista argentino.
Usa a camisa 3 por conta de uma homenagem ao seu pai que era zagueiro e usava a 3 no clube em que jogava.